# Luis Urrengoetxea Agirre
Luis Urrengoetxea Agirre (Bilbao, 1879 - ?) va ser un polític nacionalista basc.
Treballà com a advocat i fou propietari de finques a la comarca biscaïna del Duranguesat. Durant la primera dècada del segle xx va passar d'estar dins l'òrbita del PNB distanciant-se'n finalment el 1905-1906 i apropant-se al setmanari Euskalduna. El 1907 dimití com a regidor de l'ajuntament de Bilbao per discrepàncies amb la direcció del partit.
Tot i això va ser alcalde d'Amorebieta entre 1914 i 1916 dins les files del PNB, i diputat de la Diputació Foral de Biscaia de 1917 a 1919. Va assistir a l'Assemblea de Diputacions celebrades a Vitòria el 16 de juliol de 1917, a la Comissió de Furs de Donostia el 13 d'agost del mateix any i a la Conferència de les Diputacions de Vitòria el 19 de novembre de 1918 que pretenia promoure la redacció d'un estatut d'autonomia per al País Basc. El 1917 fou president de la Junta d'Instrucció Pública de la Diputació de Biscaia presidida per Ramón de la Sota.
El 1930 va ser un dels signataris amb Anacleto Ortueta Azcuenaga i Tomás Bilbao Hospitalet del Manifest de San Andrés que donà peu a la fundació de l'esquerrana Acció Nacionalista Basca i fou candidat d'ANB per Biscaia a les eleccions generals espanyoles de 1931, però no fou escollit. Va morir a Bilbao durant la postguerra.